# Alba Teresa Higueras Buitrago
Alba Teresa Higuera Buitrago (Bucaramanga) es una defensora de derechos humanos, refugiada política, feminista y ambientalista colombiana. Fue incluida en la campaña global Valiente de Amnistía Internacional, puesta en marcha en mayo de 2017 y cuyo objetivo era aumentar el reconocimiento y la protección a las personas defensoras los derechos humanos en el mundo.

## Trayectoria
Higueras nació en un entorno con desempleo, pobreza y hambre, lo que la llevó a involucrarse en la defensa de los derechos humanos, ya que los mismos no estaban garantizados. Comenzó trabajando en la defensa del derecho a la salud, la educación y la protección del medio ambiente, y este activismo fue el motivo por el cual se vio obligada a abandonar su país. Es licenciada en Sociología, realizó un Máster de la Universidad Autónoma de Madrid en Inmigración, refugio y relaciones intercomunitarias, igualdad de género así como un Máster en la Universidad de Castilla-La Mancha sobre cultura de la paz, gobernabilidad y derechos humanos.

Después de sufrir hostigamientos y amenazas tanto a su persona como a sus hijos, Higueras decidió abandonar su país y fue acogida en España mediante el programa de protección de Amnistía Internacional en 2003. En este país fundó, junto a otras colombianas, la asociación La Colectiva de mujeres refugiadas, exiliadas e inmigradas para seguir trabajando en favor del movimiento social de mujeres en Colombia.
Fue coordinadora de la comisión 0,7 cuya finalidad consistía en donar el 0,7% del producto nacional bruto a países en vía de desarrollo e integrante del movimiento 15-M. Es miembro portavoz de Stop Desahucios Albacete desde donde defiende los cinco puntos de las PAH: la dación en pago, un alquiler asequible, freno a los desahucios, vivienda social y garantía de los suministros para todas las familias.
Además es cofundadora de las ONG Red Solidaria y La Colectiva de Mujeres Refugiadas, Exiliadas y Migradas. Participó en el I Foro Internacional por la Paz por la Paz en Colombia que tuvo lugar el 22 y 23 de febrero de 2018 desde donde se promovió una Plataforma de Organizaciones Sociales y personas para facilitar el proceso de paz firmado en septiembre de 2016.

## Reconocimientos
En mayo de 2018, Amnistía Internacional puso en marcha la campaña Valiente: cuyo objetivo era aumentar la presencia de las defensoras de derechos humanos en Wikipedia. De esta forma, se incluyó a Higueras junto a otras activistas como Alba Villanueva, activista española por el derecho a la libertad de expresión; Alejandra Jacinto, abogada española por el derecho a la vivienda; Arantxa Mejías, activista española por el derecho a la vivienda; Asha Ismail, activista keniana contra la mutilación genital femenina; La Colectiva, asociación de mujeres colombianas y españolas refugiadas, exiliadas y migradas; y Leonora Castaño, campesina colombiana y defensora de los derechos de la mujer.